# جون دومينيك كروسان
جون دومينيك كروسان John Dominic Crossan (ولد 1934 في آيرلندا) عالم آيرلندي أمريكي معروف لتأسيسه الحلقة الدراسية عن عيسى مع روبرت فنك. وهو أحد الرواد في علم الآثار الكتابي وعلم الإنسان والنقد العالي والنقد النصي للعهد الجديد. وهو محاضر شارك في عدة برامج وثائقية عن عيسى والكتاب المقدس.

## حياته
ولد 1934 في أيرلندا وتخرج من مدرسة داخلية في 1950 لينضم بعدها لرتبة سرفيت (خدام مريم) الكاثوليكية وانتقل إلى الولايات المتحدة. درس في ستونبريدج سميناري في إلينوي حيث رسم كقس في 1957 ثم رجع إلى أيرلندا حيث حصل على دكتوراة في الإلهيات من معهد مينوث في 1959. درس بعدها لسنتين لغات الكتاب في المعهد البونتيفي الكتابي في روما. رجع بعدها لستونبريدج سميناري وبتدريسه فيه أربع سنوات بدأ هناك تعلم الكتاب المقدس كما قال. في 1965 بدأ دراسة علم الآثار في المدرسة الكتابية في القدس الشرقية لسنتين وسافر في عدة دول من الشرق الأوسط قبل أن يهرب بأيام قبل أندلاع حرب 1967.
بعد سنة في سميناري في إلينوي وأخرى في الاتحاد الكاثوليكي الثيولوجي في شيكاغو اعتزل كقسيس. ومن أسباب تركه كما قال زيادة الحرية الأكاديمية وللزواج. تزوج أستاذة في جامعة لويولا في 1969 وانضم إلى جامعة ديبول حيث درس مقارنة الأديان 25 سنة حتى تقاعده في 1995. ماتت زوجته بالجلطة القلبية في 1983 وتزوج أخرى في 1986. يعيش الآن في فلوريدا حيث يتابع نشاطه في الكتابة والتعليم.

## المهنة
اقترح كروسان أن عيسى كان أحد اليهود المتشائمين غير المتعلمين من خلفية ريفية بدون ملك أرض وأنه اتبع في البداية يوحنا المعمدان، وأنه عمل في شفاء الأمراض وكان كثير الحكمة والشجاعة وعلم رسالة احتواء وتسامح وتحرر. قال إن استراتيجيته جمعت الشفاء المجاني مع مشاركة الطعام وتجاهلت الهرم الطبقي للدين اليهودي والسلطة الرومانية، وأنه لم يكن سمسارا أو وسيطا بل أعلن أنه لا يوجد شيء بين الإله والبشرية.
بدراسته النصوص القديمة بطبقاتها وإثباتاتها المتعددة شكك كروسان في عدة قصص إنجيلية عن عيسى بما فيها معجزات الطبيعة والولادة العذرية وإحياء لازاروس. أشار لضعف الإثبات وتأخر ظهور المعجزات في قانون الكتاب المقدس لكنه اعتقد أن عيسى عرف في بداية المسيحية كساحر قوي، الأمر الذي سبب مشاكل وجدالات ليس فقط من أعدائه بل أيضا من أصدقائه والذين بدؤوا تخفيف وتقليل قصص المعجزات.
لم يكن هدف مؤلفي الأناجيل الاعتبار الحرفي لها حسب كروسان. رفض من يناقش حقيقة مشي يسوع على الماء لأن المسألة الأهم في رأيه معنى الحدث. واقترح أن الأرجح تاريخيا أن جسد عيسى كمثل كل ضحايا الصلب عدا حادثة واحدة معروفة لم يصل إلى قبر بل التهمته الحيوانات. يؤمن كروسان بقيامه من الأموات دينيا لكنه يعتقد أن انتعاش الجسد للحياة لم يكن معروفا للمسيحيين الأوائل. يعتقد أن الاعتقاد بنزول عيسى مرة أخرى سببه سوء فهم رسالة تسالونكي الأولى.
في طريقة دراسته يهتم بتأريخ النصوص وهذا ما شرحه في ملحق كتابه عيسى التاريخي: حياة فلاح يهودي متوسطي. أرخ إنجيل توما القبطي لخمسينات القرن الأول وكذلك الطبقة الأولى من وثيقة ق المفترضة (يعتمد على أعمال جون كلوبنبورغ في هذا). نسب أيضا قسما في إنجيل بطرس سماه «إنجيل الصليب» إلى ما قبل الأناجيل السينوبتية وشرح أسبابه في كتاب الصليب الذي تكلم. يعتقد أن إنجيل الصليب كان محرض قصص الآلام في الأناجيل القانونية. تعود الأناجيل السينوبتية في اعتقاده إلى 75 م فما بعدها وكان إنجيل مرقس أولها وآخرها إنجيل لوقا في التسعينات، بينما يعود قسم من إنجيل يوحنا لبداية القرن الثاني وقسم آخر لمنتصفه. يعتقد مثل رودولف بولتمان بوجود إنجيل آيات أو معجزات سابق لإنجيل يوحنا. طرقه في تحديد التواريخ وخاصة تأريخه لإنجيل توماس وإنجيل الصليب مختلف عليها.
يكتب كروسان للأكاديميين وللعامة. أكبر كتابين له هما عيسى التاريخي: حياة فلاح يهودي متوسطي (1991) وولادة المسيحية: اكتشاف ما حدث مباشرة بعد إعدام عيسى (1998).
من كتبه الشعبية عيسى: سيرة ثورية (1994) ومن قتل عيسى؟ كشف جذور معاداة السامية في قصص الإنجيل عن موت عيسى (1995).
في كتابه الإله والإمبراطورية: عيسى ضد روما، سابقا والآن (2007) يناقش كروسان مفترضا أن القارئ يعرف النقاط الأساسية لكتبه السابقة عن عيسى الثوري غير العنيف وعن حركة المملكة والمحيط الروماني. يشير أيضا أنه «كان هناك شخص في القرن الأول دعي إلها وابن إله والإله وإله من إله ومن ألقابه الرب والفادي والمحرر ومخلص العالم». يضيف أن «معظم المسيحيين يعتقدون على الأرجح أن هذه الألقاب خلقت للمسيح وسمي بها وحده. لكن قبل وجود عيسى كانت كلها ألقاب القيصر أغسطس». حسب كروسان تبنى المسيحيون الأوائل هذه الألقاب لتجريد القيصر منها. «أخذوا أسماء الإمبراطور الرماني وأعطوها لفلاح يهودي. وكان ذلك نكتة غريبة أو سخرية دنيئة أو ما سماه الرومان ماجستاس ونسمية الخيانة العظمى.» 
أسس كروسان مع روبرت فنك سمينار يسوع في 1985 وهو مجمع أكاديمي لدراسة عيسى التاريخي. وهو عضو في جمعية الأدب الكتابي.

## كتبه
- Scanning the Sunday Gospel,1966
- The Gospel of Eternal Life, 1967
- In Parables: The Challenge of the Historical Jesus, 1973, reprinted 1992, ISBN 0-06-061606-7
- The Dark Interval: Towards a Theology of Story, 1975, reprinted 1988, ISBN 0-944344-06-2
- Raid on the Articulate: Comic Eschatology in Jesus and Borges, 1976
- Finding Is the First Act: Trove Folktales and Jesus' Treasure Parable, 1979
- Cliffs of Fall: Paradox and Polyvalence in the Parables of Jesus, 1980
- A Fragile Craft: The Work of Amos Niven Wilder, 1981
- In Fragments: The Aphorisms of Jesus, 1983
- Four Other Gospels: Shadows on the Contours of Canon, 1985, reprinted 1992, ISBN 0-86683-959-3
- Sayings Parallels: A Workbook for the Jesus Tradition, 1986
- The Cross that Spoke: The Origins of the Passion Narrative, 1988
- The Historical Jesus: The Life of a Mediterranean Jewish Peasant, 1991, ISBN 0-06-061629-6
- The Essential Jesus: Original Sayings and Earliest Images, 1994, reprinted 1998, ISBN 0-7858-0901-5
- Jesus: A Revolutionary Biography, 1994, ISBN 0-06-061662-8
- Who Killed Jesus? Exposing the Roots of Anti-Semitism in the Gospel Story of the Death of Jesus, 1995, ISBN 0-06-061480-3
- Who Is Jesus? Answers to Your Questions about the Historical Jesus ، edited with Richard Watts, 1996, ISBN 0-664-25842-5
- The Birth of Christianity: Discovering What Happened in the Years Immediately After the Execution of Jesus, 1998, ISBN 0-06-061660-1
- Will the Real Jesus Please Stand up?: A Debate between وليام لين كرايغ and John Dominic Crossan, 1999, ISBN 0-8010-2175-8
- The Jesus Controversy: Perspectives in Conflict (Rockwell Lecture Series), with Luke Timothy Johnson, Werner H. Kelber, 1999, ISBN 1-56338-289-X
- A Long Way from Tipperary: A Memoir, 2000, ISBN 0-06-069974-4
- Excavating Jesus: Beneath the Stones, Behind the Texts, with Jonathan L. Reed, 2001, ISBN 0-06-061634-2
- In Search of Paul: How Jesus's Apostle Opposed Rome's Empire with God's Kingdom, with Jonathan L. Reed, 2004, ISBN 0-06-051457-4
- The Last Week: A Day-by-Day Account of Jesus's Final Week in Jerusalem with ماركوس بورغ، HarperSanFrancisco (February 28, 2006) ISBN 0-06-084539-2 ISBN 978-0-06-084539-1
- God and Empire: Jesus Against Rome, Then and Now, HarperSanFrancisco, 2007, ISBN 978-0-06-084323-6

## وصلات خارجية
- Crossan's website
- Publishers Website
- Autobiographical Article
- Biographical Timeline & Book listing
- Here on Earth: Radio Without Borders - Interview with Crossan on his "God and Empire" book, July 10, 2007
- Fresh Air - Interview with Crossan on his "In Search of Paul" book, November 24, 2004
- Fresh Air - Interview with Crossan - "A Historical Look at Crucifixion", April 1, 2004